# شيخ بوران (تشهاردانغة)
شیخ بوران (بالفارسية: شیخ‌بران) هي منطقة سكنية تقع في إيران في قسم تشهاردانغة الریفي. يقدر عدد سكانها بـ 51 نسمة.